# Falkwiller
Falkwiller é uma comuna francesa na região administrativa de Grande Leste, no departamento Alto Reno. Estende-se por uma área de 3,55 km². Em 2010 a comuna tinha 203 habitantes (densidade: 57,2 hab./km²).